# نیدربورگ
نیدربورگ (به آلمانی: Niederburg) یک شهر در آلمان است که در راین-هونسروک واقع شده‌است. نیدربورگ ۷۱۵ نفر جمعیت دارد.